# Agência Reguladora de Serviços Públicos do Estado de São Paulo
A Agência Reguladora de Serviços Públicos do Estado de São Paulo (Arsesp) é uma autarquia sob regime especial, dotada de autonomia decisória, administrativa, orçamentária e financeira, criada pela Lei Complementar Estadual nº 1.025 e regulamentada pelo Decreto Estadual nº 52.455, ambos de 7 de dezembro de 2007, com competência legal para:
- regular, controlar e fiscalizar os serviços de distribuição de gás canalizado e, preservadas as competências e prerrogativas municipais, os serviços de saneamento básico de titularidade estadual ou serviços de competência municipal, delegados por convênio à Arsesp;
- fiscalizar os serviços de energia elétrica, de competência da União, por meio de convênio com a Agência Nacional de Energia Elétrica (Aneel);
- atuar em outros serviços públicos delegados pelo Estado (à exceção dos serviços de rodovias e transportes).

Atuando de forma técnica, transparente e independente, a Agência busca:
- estabelecer normas e padrões que otimizem a prestação dos serviços regulados;
- estimular a eficiência e a melhoria constante da qualidade dos serviços prestados pelas concessionárias;
- promover o equilíbrio econômico-financeiro e o efetivo cumprimento dos contratos de concessão;
- fazer cumprir as regras estabelecidas em contratos e regulamentos, aplicando penalidades quando necessário;
- informar os direitos e deveres dos usuários com relação aos serviços recebidos;
- aproximar a sociedade da regulação;
- assegurar tarifas justas para os usuários;
- estimular a expansão, a excelência e a universalização dos serviços públicos regulados.